# Peter Schär
Peter Schär (* 14. Juni 1955 in Heggidorn) ist ein ehemaliger Schweizer Radrennfahrer.

## Sportliche Laufbahn
Schär (auch Schaer) war im Strassenradsport aktiv und Mitglied der Schweizer Nationalmannschaft. Mit 17 Jahren begann er mit dem Radsport. 1979 belegte er gemeinsam mit Olaf Paltian den 1. Platz in der Schwarzwald-Rundfahrt. Er gewann eine Etappe der Rundfahrt. 1979 startete er in der Internationalen Friedensfahrt und belegte den 41. Gesamtrang. Nach einem schweren Sturz bei einem Rennen in der Schweiz konnte er längere Zeit keine Rennen bestreiten. 1983 trat er vom Radsport zurück. Danach organisierte er Feriencamps für Radfahrer in Italien.

## Berufliches
Schär war beruflich als Maurer tätig.